# بايين هولار
بايين هولار هي مدينة في مقاطعة ساري، إيران. عدد سكان هذه المدينة هو 956 في سنة 2016.